# Asparagus virgatus
Asparagus virgatus — вид рослин із родини холодкових (Asparagaceae).

## Біоморфологічна характеристика
Жорсткий прямовисний кущ 30–150 см заввишки. Стебла поодинокі чи 2–4, тонкі, розгалужені ± правильно у верхній половині, кутасті, голі, іноді без кладодій. Кладодії в пучках по 2–3, ниткоподібні, кутасті, 4–12 мм завдовжки, нерівні. Квітки поодинокі, повислі, вздовж гілок; квітконіжка 4.5–8(10) мм завдовжки, подовжується до 10 мм при плодах. Листочки оцвітини 6, злегка нерівні, 3–4.5 × 0.5–1 мм, зовнішні менші за внутрішні, від білого до жовтуватого кольору. Ягода 4–7 мм у діаметрі, у молодому віці зеленувата, у зрілості набуває від жовтого до червоного кольору. Насіння чорне, кулясте, ≈ 3.5 мм у діаметрі.

## Середовище проживання
Ареал: Ангола, Малаві, Мозамбік, Намібія, Свазіленд, Танзанія, Ємен, Замбія, Зімбабве, ПАР.
Росте біля струмків і річок, узбіч пасовищ, узбіч доріг і вторинних гірських лісів; на висотах 30–2250 метрів.